# Erik Henriksen
Erik Christian Henriksen (* 8. April 1958 in Champaign, Illinois) ist ein ehemaliger US-amerikanischer Eisschnellläufer.
Henriksen wuchs in Milwaukee, Wisconsin auf und trat hauptsächlich zwischen 1979 und 1988 bei internationalen Wettkämpfen an. Er hatte sich auf die Kurzstrecken spezialisiert und nahm an sieben Eisschnelllauf-Sprintweltmeisterschaften teil. 1981 in Grenoble und 1982 in Alkmaar erreichte er im Mehrkampf die Plätze 13 und 11, ein Jahr später in Helsinki kam er mit dem sechsten Rang erstmals im Mehrkampf unter die Top Ten. Henriksen qualifizierte sich für die Olympischen Winterspiele 1984 in Sarajevo und trat dort über 500, 1000 und 1500 Meter an. Dabei belegte er die Plätze 20, 11 und 21. Bei der Eisschnelllauf-Sprintweltmeisterschaft 1985 in Heerenveen wurde er zwar jeweils Dritter im zweiten Lauf über 500 und 1000 Meter, konnte sich aber insgesamt trotzdem nur als 31. platzieren. In den folgenden Jahren erreichte er bei den Sprintweltmeisterschaften die Plätze 21 (1986), 9 (1987) und 5 (1988). Ebenfalls 1988 nahm er an den Olympischen Winterspielen in Calgary teil. Im Wettkampf über 500 Meter belegte der Rang 15. Im Laufe seiner Karriere erreichte Henriksen zehnmal die Podestplätze über 1000 Meter sowie drei Mal über 500 Meter, konnte aber nie einen internationalen Wettbewerb gewinnen.
Henriksen besuchte die University of Wisconsin in Milwaukee und studierte Jura. Allerdings praktizierte er nie als Anwalt und arbeitete stattdessen als Autor.

## Persönliche Bestzeiten
| Strecke | Zeit        | Datum             | Ort        |
| ------- | ----------- | ----------------- | ---------- |
| 500 m   | 37,40 s     | 26. März 1987     | Alma Ata   |
| 1000 m  | 1:14,53 min | 26. März 1987     | Alma Ata   |
| 1500 m  | 1:56,21 min | 27. März 1987     | Alma Ata   |
| 3000 m  | 4:29,90 min | 10. Dezember 1982 | Milwaukee  |
| 5000 m  | 7:51,43 min | 7. Januar 1983    | West Allis |